# Hombre que interrumpe su lectura
El Hombre que interrumpe su lectura es una pintura al óleo sobre tabla (67,5 cm x 53 cm) de Parmigianino, datado en 1529 aproximadamente y conservado en el Kunsthistorisches Museum de Viena. 

## Historia y descripción
La obra se conoce desde 1718, cuando fue inventariada en las colecciones de Rodolfo II en Praga como trabajo de Correggio. Con la misma atribución llegó a Viena en 1723 y fue Ktaft, en 1857, quien la reasignó a Parmigianino. La crítica subsiguiente ha confirmado la atribución (Frölich-Bum, 1921, Gamba, 1940, Longhi, 1958, De Giampaolo, 1991, Gould, 1994, Chiusa, 2001), con la excepción de Copertini (1932) y Barocchi (1950), que la consideraban una copia, y de Arturo Quintavalle (1948), que habló de Michelangelo Anselmi o Girolamo da Carpi. 
Sobre un fondo marrón, un hombre vestido de negro con gorra del mismo color, aparece a media figura, con el codo apoyado en una mesa y el índice en la sien, mientras la otra mano sostiene un libro abierto. La edad es joven, el cabello castaño corto y la barba espesa, rubia. Tiene la mirada pensativa, como si hubiera suspendido la lectura para seguir un razonamiento. El estilo de la pintura es rápida, hecha con pinceladas que dejan trazos sin unir, bien visibles sobre la frente, sobre el jubón y sobre el libro. Es un rasgo característico de su  periodo boloñés.